# Classe Olympic
Vous lisez un « bon article » labellisé en 2009.
La classe Olympic est une classe de paquebots transatlantiques britannique mis en service pour la White Star Line de 1911 à 1915. Elle comprend l’Olympic (qui donne son nom à la classe), le Titanic, et le Britannic (qui devait à l'origine se nommer Gigantic). Les deux premiers portent, l'un après l'autre, le titre de plus gros paquebot du monde, que ce soit par le tonnage, ou par la longueur. Conçus pour traverser l'océan Atlantique en proposant à leurs passagers un luxe inégalé, ils connaissent un sort bien différent.
Des trois navires, seul le premier réussit à achever une traversée commerciale, et à connaître une longue carrière avant d'être démoli en 1937. Le deuxième heurte un iceberg et fait naufrage le 15 avril 1912, durant son voyage inaugural. Le troisième est quant à lui réquisitionné avant même d'être achevé et est converti en navire-hôpital, fonction qu'il conserve jusqu'à son naufrage en mer Égée le 21 novembre 1916.
Si deux des trois navires n'ont pas connu de carrière florissante, les paquebots de la classe Olympic sont cependant au nombre des plus célèbres paquebots. Les éléments décoratifs de l’Olympic ornent de nombreux lieux (et même un paquebot, le Millennium), le Titanic a fait l'objet d'une quinzaine de films et de nombreux ouvrages, et le Britannic a lui aussi inspiré un téléfilm.

## Histoire

### Origine et construction
La classe Olympic tire ses origines de la rude concurrence qui oppose le Royaume-Uni et l'Allemagne au sujet de la construction de navires. La Norddeutscher Lloyd et la HAPAG, les deux plus grandes compagnies allemandes, prennent en effet part à la course à la vitesse et au gigantisme à la fin du XIXe siècle. La première met en effet en service le Kaiser Wilhelm der Grosse, qui remporte le Ruban bleu en 1897 avant d'être battu par le Deutschland de la seconde en 1900. Suivent ensuite les trois sister-ships du Kaiser Wilhelm der Grosse : le Kronprinz Wilhelm, le Kaiser Wilhelm II et le Kronprinzessin Cecilie. Pour répondre à cela, la Cunard Line britannique met en service deux navires dont la vitesse leur vaut le surnom de « lévriers des mers » : le Lusitania et le Mauretania. Ce dernier conserve le Ruban bleu pendant plus de vingt ans, à partir de 1907.
Face à cette concurrence, la White Star Line, compagnie battant pavillon britannique tout en appartenant au trust américain de John Pierpont Morgan, l'International Mercantile Marine Company (IMM), se doit de répondre. Elle a déjà mis en service, de 1901 à 1907 les Big Four, un quatuor de paquebots axés non pas sur la vitesse, mais sur le luxe et la sécurité. C'est en 1907 que Joseph Bruce Ismay, président de la White Star et de l'IMM, et William James Pirrie, directeur des chantiers navals Harland & Wolff décident de la construction de trois navires aux proportions inégalées et aux noms évocateurs : Olympic, Titanic et Gigantic. Les trois navires sont conçus par Thomas Andrews et Alexander Carlisle. Leur coût individuel est d'environ l'équivalent de 7,5 millions de dollars américains de 1912 (
199 millions actuels).
La construction de l’Olympic débute en décembre 1908, et celle du Titanic en mars 1909. Les deux navires sont construits côte à côte, dans un portique construit pour l'occasion. La construction du troisième navire débute en novembre 1911, après la mise en service de l’Olympic et le lancement du Titanic. Le troisième géant est finalement renommé Britannic, et les deux navires restants subissent de nombreux changements dans leurs dispositifs de sécurité à la suite du naufrage du Titanic.

## Paquebots

### Olympic

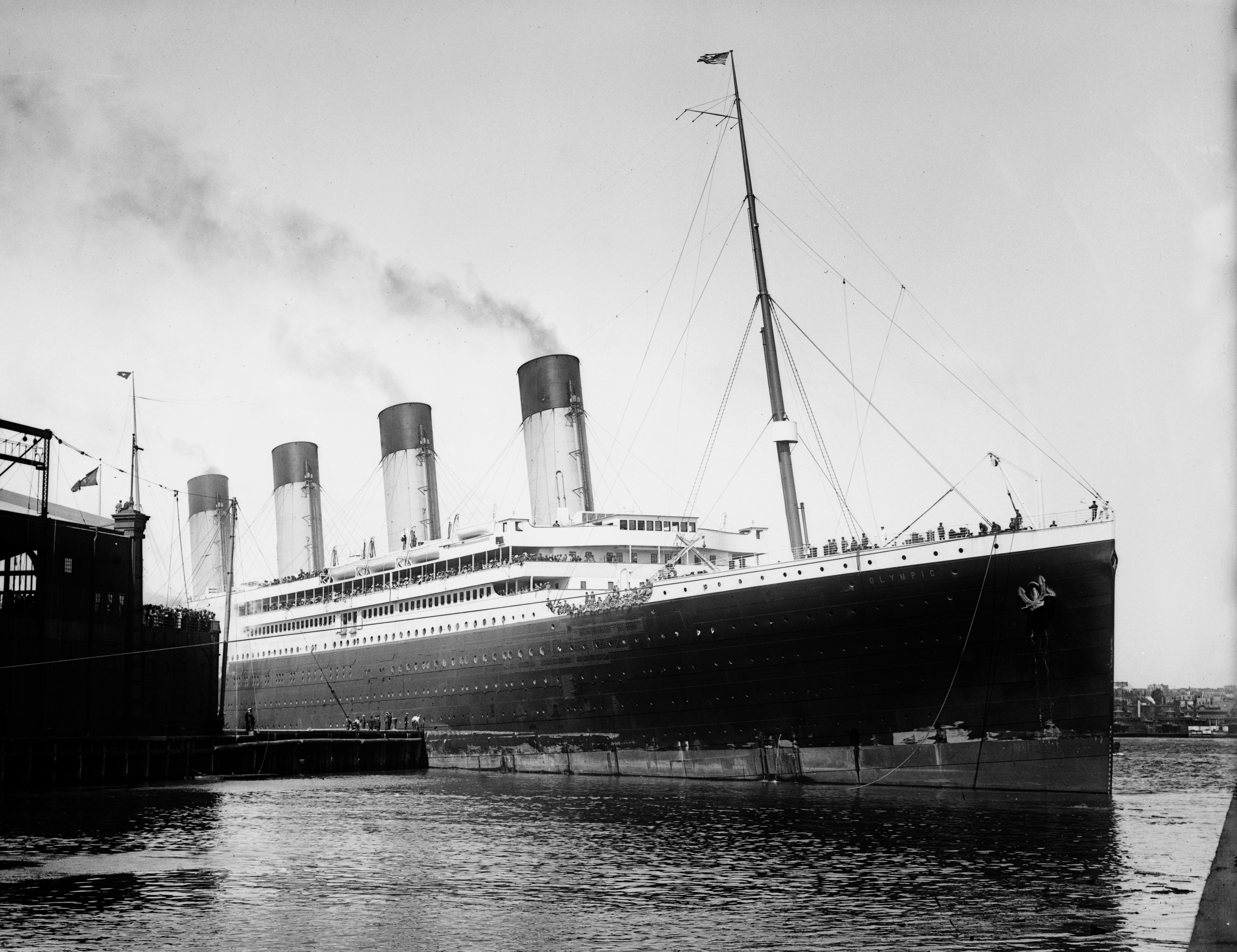
L’Olympic

L’Olympic est lancé le 20 octobre 1910 et mis en service le 14 juin 1911. Le 20 septembre suivant, il entre en collision avec le croiseur Hawke dans le port de Southampton, ce qui entraîne son retour aux chantiers Harland & Wolff pour des réparations. Après le naufrage du Titanic, l’Olympic subit une importante refonte pour améliorer sa sécurité. Il reprend ensuite son service commercial en mars 1913.
Durant la Première Guerre mondiale, le paquebot est placé sous le commandement du Capitaine Bertram Hayes et sert comme transport de troupes. En mai 1918, il éperonne et coule le sous-marin allemand U-103. De retour à la vie commerciale en 1920, il sillonne l'Atlantique avec deux paquebots saisis à l'Allemagne, le Majestic et l’Homeric. Sa carrière est troublée en 1934 par une collision avec un bateau-feu de Nantucket qui entraîne la mort de 7 marins sur les 11 à bord.
À la suite de la fusion de la White Star Line et de la Cunard Line en 1934, l’Olympic est retiré du service en avril 1935 pour être finalement démoli jusqu'en 1937.

### Titanic

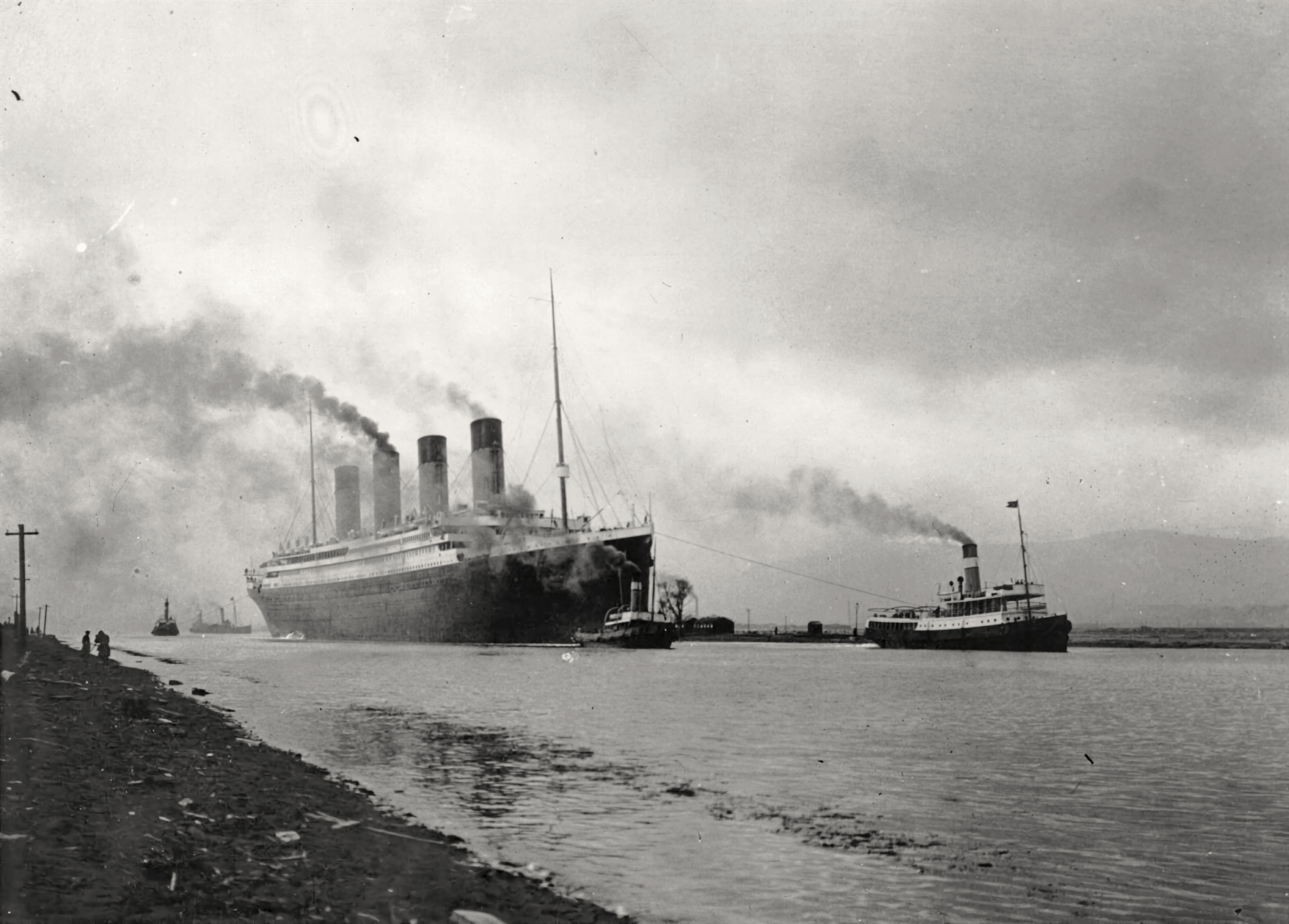
Le Titanic lors de ses essais en mer le 2 avril 1912

Le Titanic est lancé le 31 mai 1911, et sa mise en service est légèrement repoussée à la suite des travaux de réparation de l’Olympic. Le navire quitte finalement le port de Southampton le 10 avril 1912, évitant de peu une collision avec le New York, un paquebot amarré dans le port attiré par le déplacement d'eau généré par le Titanic. Après une escale à Cherbourg et une autre à Queenstown, le navire s'engage dans l'Atlantique avec à son bord 2 200 personnes (pour une capacité de 3 500), sous le commandement d'Edward Smith. La traversée se passe sans incident majeur jusqu'au dimanche 14 avril à 23 h 40.
Frederick Fleet, veilleur à bord du Titanic, aperçoit alors un iceberg. Malgré une manœuvre d'évitement, la collision ne peut être évitée. Le choc avec la glace fait sauter certains rivets du navire. L'eau commence à envahir les cinq compartiments étanches à l'avant du navire, qui ne peut rester à flot qu'avec quatre d'entre eux envahis. Le naufrage est de fait inévitable. Le commandant donne l'ordre d'évacuer le navire. Les canots de sauvetage ne peuvent contenir que 1 178 personnes, et ne sont, de plus, pas entièrement remplis. Au total, un peu plus de 700 personnes réussissent à embarquer. Les autres, dont le capitaine Smith et Thomas Andrews, meurent dans le naufrage. Le Titanic disparaît à 2 h 20, le matin du 15 avril 1912, emportant avec lui certains des hommes les plus riches du monde, comme John Jacob Astor IV.
Les survivants sont récupérés par le Carpathia, arrivé sur les lieux du désastre vers 4 heures. Deux commissions d'enquête suivent le naufrage, qui entraîne une prise de conscience générale, et le renforcement des mesures de sécurité à bord de tous les navires.

### Britannic
La rumeur populaire, véhiculée par les médias d'époque, voudrait que le nom Gigantic ait d'abord été attribué au navire. Selon cette même rumeur, le naufrage du Titanic aurait forcé la White Star Line a renommer le paquebot en construction. Cependant, aucun document officiel ni aucun communiqué de la White Star ou bien des chantiers Harland & Wolff ne viennent corroborer cette théorie.
Si la construction du Britannic a débuté en novembre 1911, elle est cependant retardée par le naufrage du Titanic. Les concepteurs du navire décident en effet de nombreux changements (dont celui du nom du navire en Britannic) qui entraînent un allongement des travaux. Le navire est finalement lancé le 26 février 1914, et sa mise en service est prévue pour le printemps 1915. Cependant, la Première Guerre mondiale entraîne sa réquisition par l'Amirauté et sa reconversion en navire-hôpital. Il effectue sa première traversée à destination des Dardanelles le 23 décembre 1915. Après six mois de service, il est renvoyé à Belfast pour subir les travaux nécessaires à sa transformation en transatlantique. Il est cependant rappelé dès la fin du mois d'août 1916. Après deux autres traversées sans histoires, il entame sa sixième traversée en novembre.
Le 21 novembre 1916, alors qu'il se trouve au large de l'île de Kéa, le Britannic est secoué par une explosion, probablement causée par une mine,. Le navire commence à sombrer et le commandant Charles Bartlett tente de l'échouer sur l'île de Kéa, assez proche. Cependant, le navire prend l'eau trop rapidement, et les hélices sont rapidement inutiles. Deux canots sont lancés sans autorisation, et leurs trente occupants sont tués par les hélices qui ont aspiré leurs embarcations. Les machines sont ensuite stoppées, et le navire évacué, sans que d'autres morts ne soient à déplorer. La proue du navire heurte finalement le fond de la mer (à une centaine de mètres de la surface), et le Britannic se couche sur son flanc tribord. Les rescapés sont récupérés par plusieurs navires alliés proches du lieu du drame.

## Caractéristiques

### Aspects techniques
Les navires de la classe Olympic sont des navires à vapeur. Leur propulsion se fait grâce à trois hélices : les deux hélices latérales possèdent trois pales, l'hélice centrale en possède quatre. Les deux premières sont actionnées par des machines alternatives à vapeur à quadruple expansion, tandis que la troisième est mue par une turbine à vapeur. Le tout est alimenté en vapeur par 29 chaudières réparties dans six salles. Cependant, l’Olympic voit ses chaudières adaptées à un fonctionnement au mazout à la fin de la Première Guerre mondiale, ce qui permet une économie importante, le nombre de mécaniciens nécessaires au fonctionnement du navire passant de 350 à 60.
Les deux premiers navires mesurent 269 mètres, et le troisième 275. Leur tonnage environne les 46 000 tonneaux de jauge brute (l’Olympic, au départ le moins volumineux des trois, devient le plus gros paquebot de construction anglaise après sa refonte de 1912, et ce jusqu'à la mise en service du Queen Mary). Tous trois sont pourvus de quatre cheminées, la quatrième étant factice (elle sert cependant à l'aération).
Les deux premiers navires sont équipés, dès leur conception, de bossoirs de type Wellin, capables de pouvoir descendre plusieurs canots à la suite. Il est alors possible d'équiper les navires de 64 canots de sauvetage. Cependant, seules 20 embarcations sont installées sur chaque navire, non pas par souci d'économie, mais pour éviter d'encombrer le pont, et surtout d'avoir à modifier tous les navires de la compagnie pour fournir assez de place aux passagers. À la suite du naufrage du Titanic, l’Olympic reçoit, comme tous les navires de la compagnie, des canots de sauvetage en nombre suffisant (certains provenant peut-être du Titanic). Le Britannic, quant à lui, reçoit des bossoirs spéciaux de grande taille, capables de supporter et de mettre à l'eau un grand nombre d'embarcations. Ces bossoirs doivent être au nombre de huit, et le nombre de canots prévus prête encore à débat. En effet, la reconversion précipitée du navire ne permet la pose que de cinq bossoirs, des bossoirs Wellin étant installés pour compléter l'effectif.

### Installations destinées aux passagers

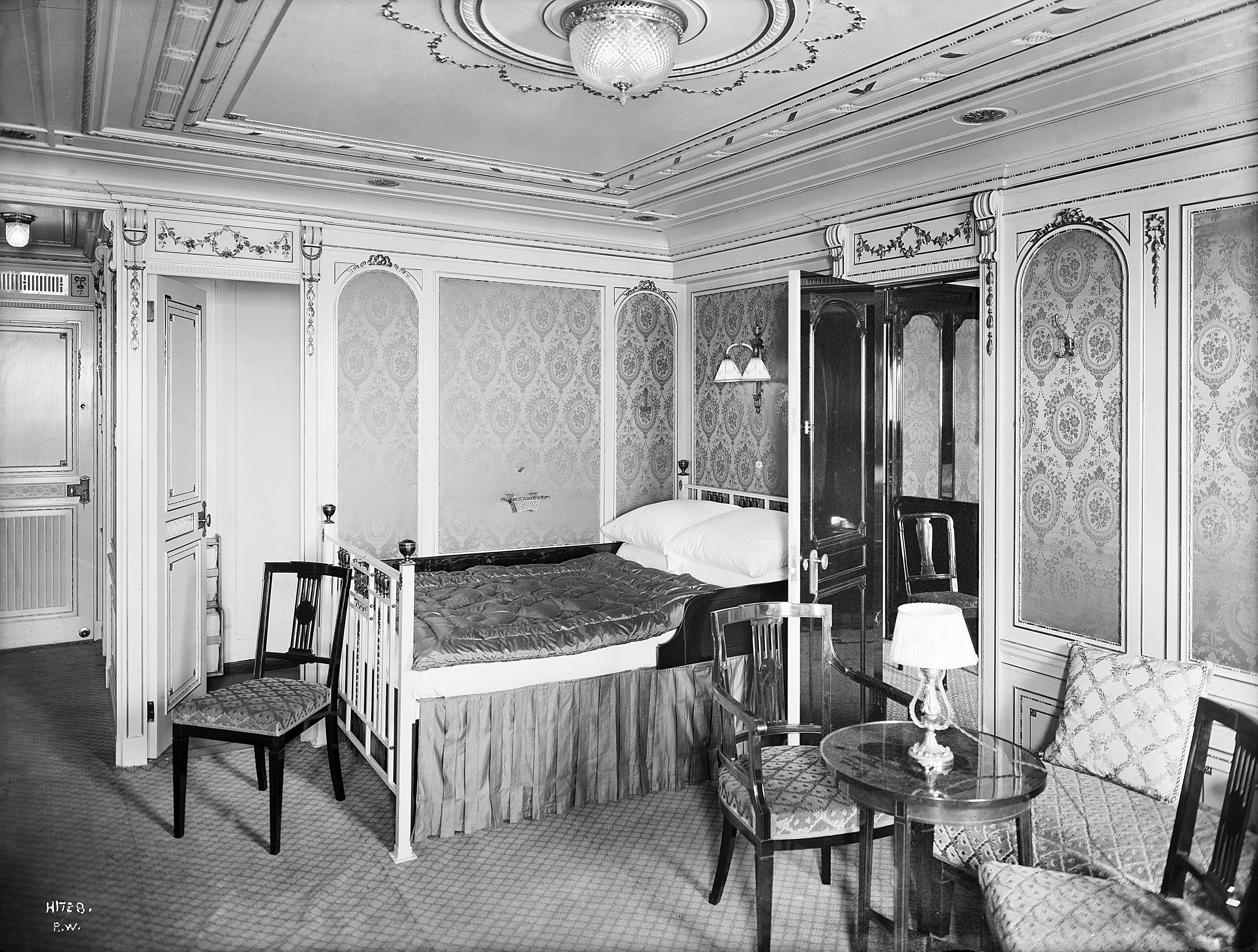
La cabine de première classe B58, de style Louis XVI

Les navires de la classe Olympic sont conçus pour satisfaire plusieurs sortes de passagers. Ainsi, aucune classe n'est négligée, et les installations de troisième classe de ces navires sont d'un confort équivalent à la deuxième classe de nombre de paquebots de l'époque. Les passagers de première classe bénéficient de cabines luxueuses, parfois équipées de salles de bains. Les deux plus luxueuses comprennent même une promenade privée. Ils disposent également d'une vaste salle à manger, de deux somptueux escaliers, d'un fumoir de style géorgien, d'un café véranda agrémenté de palmiers, et même d'une piscine, de bains turcs d'un gymnase et de plusieurs autres lieux de repas et de distractions. Les navires disposent également de ponts promenade. 

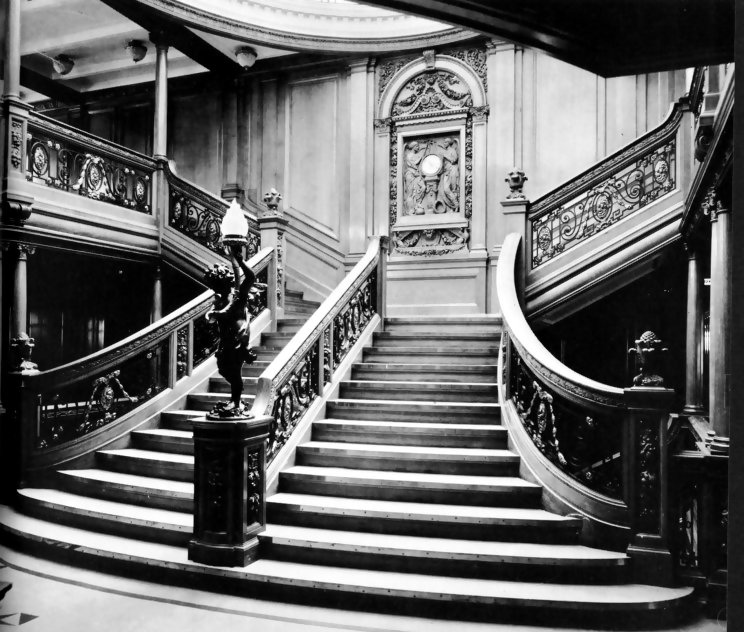
Le Grand Escalier de l’Olympic et probablement celui du Titanic.

Ce sont ces derniers qui permettent d'ailleurs de les différencier facilement, puisque l’Olympic possède deux ponts « promenade » (un vitré et un ouvert) tandis que le Titanic n'en possède qu'un, à moitié vitré.
Les deuxièmes classes bénéficient également d'un grand confort, avec des cabines individuelles pourvues de lits et de radiateurs. Elles disposent également d'un fumoir, d'une bibliothèque, d'une salle à manger spacieuse, et d'un ascenseur. Il est également prévu de leur proposer un gymnase à bord du Britannic.
Enfin, les passagers de troisième classe bénéficient d'un confort inégalé. Au lieu des grands dortoirs proposés par la plupart des navires de l'époque, les passagers de la classe Olympic ont droit à de petites cabines à quatre, six ou huit couchettes. Ils disposent également d'un fumoir, de deux espaces communs, et d'une salle à manger. Le Britannic aurait également dû offrir aux passagers de troisième classe un confort supérieur à ses deux sister-ships.

## Postérité

### Épaves et expéditions
Les deux épaves des navires naufragés de la classe Olympic n'ont pas reçu la même attention. Ainsi, si la position exacte du naufrage du Britannic est connue et se trouve à peu de profondeur, l'épave du navire n'a été découverte qu'en 1975. Celle du Titanic, en revanche, a attiré toutes les convoitises dès 1912. Il s'agit à l'époque de retrouver les cadavres de plusieurs passagers fortunés dont John Jacob Astor et Benjamin Guggenheim. Cependant, les moyens disponibles ne permettent pas d'entreprendre une telle procédure. Après plusieurs tentatives plus ou moins sérieuses, mais toutes aussi infructueuses, l'épave est localisée par Jean-Louis Michel de l'IFREMER et Robert Ballard à la suite d'une mission secrète pour l'US Navy. La découverte de l'épave survient le 1er septembre 1985, à 25 kilomètres de la position donnée au cours du naufrage. L'épave se trouve à près de 4 000 mètres de profondeur, brisée en deux. Si la partie avant est relativement bien conservée, ce n'est pas le cas de la partie arrière qui a implosé lors du naufrage. La société RMS Titanic Inc. a le droit (et même le devoir) de mener des expéditions sur l'épave, et d'exposer les objets repêchés. Aucun de ces objets ne peut être vendu, excepté à des organismes destinés à les exposer. Les morceaux de charbon font cependant exception à la règle.
L'épave du Britannic, qui est la plus grande épave de paquebot au monde, est découverte en 1975 par Jacques-Yves Cousteau. En un seul morceau, l'épave comporte une large déchirure à l'avant (probablement causée par la rotation du navire sur la proue lors du naufrage). Elle est depuis sa découverte, régulièrement visitée dans le cadre d'expéditions.

### Culture et héritage
Les trois paquebots ont aujourd'hui encore une certaine place dans la culture internationale. Des musées et expositions rendent hommage aux navires, et les deux tragédies ont inspiré plusieurs films, romans, et même des comédies musicales et des jeux vidéo.
Lorsqu'il est retiré du service, il est un temps envisagé de transformer l’Olympic en hôtel flottant, mais le projet est annulé. En revanche, ses éléments décoratifs sont vendus aux enchères, permettant de reconstruire dans un hôtel anglais le salon de première classe du Titanic. Le Restaurant à la carte de l’Olympic est aujourd'hui reconstitué à bord du paquebot Millennium.
Le naufrage du Titanic a quant à lui inspiré de nombreux films. Le premier sort le 14 mai 1912 et met en scène l'actrice Dorothy Gibson, rescapée du naufrage. D'autres suivent, dont Titanic, un film réalisé par l'Allemagne nazie en 1943 à des fins propagandistes, Titanic, une superproduction hollywoodienne de 1953 et Atlantique, latitude 41°, adaptation du livre La Nuit du « Titanic » de l'historien Walter Lord. Enfin, le film de James Cameron, Titanic sort en 1997 et remporte de nombreuses récompenses. Le naufrage a également inspiré des romans, une comédie musicale, et un jeu vidéo : « Titanic » : Une aventure hors du temps.
L'histoire du Britannic n'a pas autant inspiré les artistes que celle de son sister-ship, mais un téléfilm a toutefois été réalisé par Brian Trenchard-Smith, Britannic, et a inspiré le jeu vidéo 999: Nine Hours, Nine Persons, Nine Doors de la série Zero Escape.